# Alberto Bacci
Alberto Bacci (Forte dei Marmi, 23 maggio 1972) è un ex hockeista su pista italiano.

## Carriera
Cresciuto nelle giovanili del Forte dei Marmi, debutta in prima squadra nel 1988 a soli 16 anni. Lo stesso anno si laurea Campione d'Europa con la nazionale giovanile a Villeneuve in Svizzera.
Dalla stagione 1991-1992 diventa il portiere titolare del Forte. Nonostante la retrocessione, nell'estate del 1992 compie il grande salto, accasandosi al Bassano Hockey 54. Dopo Bassano passa al CGC Viareggio e poi all'Amatori Lodi con cui perde una finale di Coppa delle Coppe.
Successivamente torna a Viareggio e Forte dei Marmi, poi Primavera Prato con cui vince lo scudetto e la coppa Italia nel 2002-2003.
Chiude la carriera tornando nuovamente a Forte dei Marmi e al CGC Viareggio. Dal 2011 è il responsabile del settore giovanile dell'Hockey Forte dei Marmi.

## Palmarès

### Competizioni nazionali
- Campionato italiano: 1

Hockey Primavera Prato: 2002-2003
- Coppa Italia (hockey su pista): 1

Hockey Primavera Prato: 2002-2003

### Competizioni internazionali
- Campione d'Europa U.16 a Villeneuve(SVI) nel 1988.